# Luciano Morpurgo

Luciano Morpurgo

Luciano Morpurgo (Spalato, 20 febbraio 1886 – Roma, 21 settembre 1971) è stato un fotografo, editore e scrittore italiano di origine ebraica, superstite dell'Olocausto.

## Vita
Nato a Spalato da antica famiglia ebraica, sin da giovane manifestò un grande interesse per la fotografia e per le cartoline, tanto che a dieci anni raccolse già una notevole collezione di cartoline di soggetto dalmata.
I Morpurgo di Spalato all'epoca sono imprenditori e commercianti: imparentati con gli Stock di Trieste, come loro possiedono una fabbrica di liquori: le Distillerie Morpurgo. Nel 1856 Vito Morpurgo - zio di Luciano - rilevò nella piazza principale della città – Piazza dei Signori – una libreria, che divenne centro di ritrovo degli intellettuali spalatini, assieme al vicino Caffè Troccoli.
Luciano Morpurgo studiò a Venezia presso il Liceo Foscarini, il cui convitto era tradizionalmente frequentato dai giovani dalmati le cui famiglie volevano impartir loro un'educazione in lingua italiana. Laureatosi a Padova nel 1907, risalgono proprio a questi anni le sue prime fotografie d'autore.
All'entrata in guerra dell'Italia nel 1915, lasciò clandestinamente Spalato - allora nell'Impero Austroungarico - per Roma, ove iniziò ad occuparsi professionalmente di fotografia. Nel 1919 fondò la Società Tipografica Grafia S.E.D.A. – Sezione Edizioni d'Arte divenuta nel 1924 I.F.I. - Istituto Fotografico Italiano. Nel 1925 fondò la Casa Editrice Luciano Morpurgo, con l'intento di pubblicare libri di viaggio e di arte.
Agli anni '20 e '30 del XX secolo risalgono alcuni dei suoi più famosi reportage, fra i quali particolarmente significativo rimase un suo servizio fotografico del 1927 sulla Palestina, oltre ad una serie di campagne fotografiche sulle città minori ed i paesi d'Italia.
Nel 1938 pubblicò un fortunato libro per l'infanzia, dal titolo Quando ero fanciullo: si è però nel pieno delle leggi razziali e quindi Morpurgo fu costretto a ritirare l'opera. Iniziò un periodo penoso per Morpurgo, che per l'Italia aveva lasciato la sua città natale e che si vedeva da essa ripudiato, impossibilitato a lavorare e a condurre una vita normale. Per i suoi meriti particolari, Morpurgo - che scrisse anche una lettera di supplica a Mussolini - il 26 ottobre 1941 venne discriminato (e cioè escluso) dall'applicazione piena delle leggi razziali: gli venne quindi consentita la ripresa dell'attività editoriale e la ristampa di Quando ero fanciullo, purché non utilizzasse il suo vero nome ma uno pseudonimo: fu così che nel 1942 riapparve nelle librerie il suo libro, a nome di Luciano Spalatino.
Scampato alle persecuzioni naziste successive al 1943, al termine della guerra Morpurgo riprese in pieno la sua attività: nel 1946 pubblicò con la sua nuova casa editrice Dalmatia un secondo libro autobiografico, Caccia all'uomo, interamente dedicato alla sua storia personale e alla tragica storia degli ebrei italiani e spalatini nel periodo della guerra e dell'annessione di Spalato all'Italia. Morpurgo è con Giacomo Debenedetti e Silvia Forti Lombroso uno dei primissimi testimoni ad affrontare in un racconto autobiografico il problema delle persecuzioni ebraiche in Italia, non dalla prospettiva di coloro che furono deportati nei campi di sterminio ma di coloro che furono costretti alla clandestinità negli anni della guerra.
Nel dopoguerra Morpurgo venne riconosciuto come uno dei fotografi italiani più importanti del secolo. I negativi delle sue opere - all'incirca 60.000 - vennero acquisiti in due tranche dal Gabinetto Fotografico Nazionale, in seguito confluito nell'Istituto Centrale del Catalogo e Documentazione (ICCD): un primo blocco nel 1970, quando Morpurgo era ancora in vita, un secondo invece venne ceduto dagli eredi nel 1973.
Un blocco di circa 950 stampe fotografiche originali è stato infine donato nel 1989 dagli eredi Morpurgo, assieme ad alcuni apparecchi fotografici, al Museo di Storia della Fotografia Fratelli Alinari (poi divenuto Museo nazionale Alinari della fotografia).
Luciano Morpurgo morì a Roma il 21 settembre 1971.

## Il Fondo Morpurgo
Il fondo Morpurgo costituisce uno dei più importanti archivi fotografici italiani del '900. È costituito da reperti databili dal 1900 al 1967, conservato presso l'ICCD secondo una ripartizione per tipo di supporto.
Circa 24.000 sono i negativi su vetro, databili fra il 1915 e il 1936: i corrispondenti positivi, a suo tempo stampati, sono inseriti nella raccolta della Fototeca Nazionale. Di questo gruppo fanno parte anche le lastre che riguardano la Dalmazia, l'Albania, la Romania, la Bulgaria e la Palestina.
I negativi su pellicola sono circa 30.000, e datano dal 1915 al 1967: corrispondono a gran parte dell'archivio privato di Morpurgo, e contengono immagini di centinaia di località italiane - soprattutto laziali ed abruzzesi - escursioni del Club Alpino Italiano, manifestazioni religiose e politiche e piccoli e grandi eventi dell'Italia di quegli anni.
I positivi originali, databili dal 1900 al 1939, sono circa 35.000, in massima parte riuniti dallo stesso Morpurgo in 129 album e 44 cartelle. Le immagini più antiche sono di Venezia e di Spalato, ma la grande massa è relativa a foto di viaggi compiuti da Morpurgo in alcuni paesi europei e nordafricani: Dalmazia, Italia, Germania, Danimarca, Austria, Ungheria, Malta, Svezia, Francia, Spagna, Tunisia, Marocco ed Algeria.

## Opere di Luciano Morpurgo
- Quando ero fanciullo. Libro per tutti i bambini dai dieci ai settant'anni, Editore Luciano Morpurgo, Roma 1938
- Caccia all'uomo. Vita sofferenze e beffe. Pagine di diario 1938-1944, Casa Editrice Dalmatia S.A. di Luciano Morpurgo, Roma 1946
- Memorie di una festa. Vallepietra nelle fotografie di Luciano Morpurgo, Edizioni Quasar, Roma 1980